# Љубослав Пенев
Љубослав Младенов Пенев (буг. Любослав Младенов Пенев; 31. август 1966) бивши је бугарски фудбалер и тренер.

## Каријера

### Клуб
Дебитовао је за ЦСКА из Софије са 18 година. Са екипом је освојио два првенства Бугарске (1988. и 1989) и четири Купа Бугарске (1985, 1987, 1988. и 1989). Године 1988. проглашен је за бугарског фудбалера године.
Године 1989, након што је доказао своју вредност у бугарском шампионату, направио је важан корак у каријери преласком у шпанску Примеру. У Шпанији је Пенев играо за четири различита клуба: Валенсију, Атлетико Мадрид, Компостелу и Селту Виго. Његова најбоља сезона на иберијском тлу је свакако била сезона 1995/96, када је освојио Примеру и Куп краља са Атлетико Мадридом. Пенев је био најистакнутији играч у оба такмичења и сезону је завршио са 22 гола у 44 утакмице.

### Репрезентација
Пенев је представљао репрезентацију Бугарске на Европском првенству 1996. и Светском првенству 1998. године. Није учествовао на Светском првенству 1994. јер му је дијагностикован рак тестиса. Укупно је одиграо 62 утакмице у дресу са државним грбом и постигао 14 голова.

### Тренер
Од марта 2009. је тренер ЦСКА Софије, али је 6. новембра 2009. поднео оставку у знак протеста против клуба који је поништио одлуку да суспендује деветорицу играча због кашњења на тренинг и кршења дисциплине. Пенев је напустио функцију по повратку из Базела, где их је пораз од 3-1 коштао елиминације из Лиге Европе. У периоду 2010-2011 био је позван да замени Ангела Червенкова на клупи Литекса Ловеча са којим је освојио првенство Бугарске.
Од 2. новембра 2011. до 20. новембра 2014. био је селектор Бугарске уместо отпуштеног Лотара Матеуса. Дана 28. априла 2015. је ангажован као тренер ЦСКА Софије.
Од 2024. године је главни тренер у фудбалском клубу Локомотива из Пловдива.

## Остало
Његов стриц је Димитар Пенев, некадашњи бугарски фудбалер и селектор репрезентације Бугарске.

## Успеси

### Играч
ЦСКА Софија
- Првенство Бугарске: 1986/87, 1988/89.
- Куп Бугарске: 1984/85, 1986/87, 1987/88, 1988/89.
- Суперкуп Бугарске: 1989.

Атлетико Мадрид
- Ла лига: 1995/96.
- Куп Шпаније: 1995/96.

Индивидуални
- Најбољи фудбалер Бугарске: 1988.

### Тренер
Литекс Ловеч
- Првенство Бугарске: 2010/11.

ЦСКА Софија
- Куп Бугарске: 2020/21.